# Evžen Rošický
Evžen Rošický (né le 15 octobre 1914 à Olmütz et mort exécuté le 25 juin 1942 au champ de tir de Kobylisy) est un athlète et journaliste tchécoslovaque spécialiste du 800 mètres et ancien recordman de Tchécoslovaquie de cette discipline.
Durant la Seconde Guerre mondiale, il fut membre du réseau de résistance Capitaine Nemo, comme son père Jaroslav Rošický (en). C'est pour cela qu'ils furent tous deux arrêtés le 18 juin 1942 et fusillés une semaine plus tard au champ de tir de Kobylisy à Prague. Le stade Evžen-Rošický et anciennement le 
Mémorial Rosicky (cs) furent nommés en son honneur.